# Makljenovac Muslimanski
Makljenovac Muslimanski je bivše samostalno naselje s područja današnje općine Usora, Federacija BiH, BiH.

## Povijest
Za vrijeme socijalističke BiH ovo je naselje spojeno s naseljem Makljenovcem Hrvatskim u naselje Makljenovac.